# Закон Кюри
Зако́н Кюри́ — физический закон, описывает магнитную восприимчивость парамагнетиков, которая при постоянной температуре для этого вида материалов приблизительно прямо пропорциональна приложенному магнитному полю. Закон Кюри постулирует, что при изменении температуры и постоянном внешнем поле, степень намагниченности парамагнетиков обратно пропорциональна температуре:
{\displaystyle M=C\cdot {\frac {B}{T}},}
где в единицах Международной системе единиц (СИ): {\displaystyle M} — получаемая намагниченность материала; {\displaystyle B} — магнитное поле, измеренное в теслах; {\displaystyle T} — абсолютная температура в кельвинах; {\displaystyle C} — постоянная Кюри данного материала. Это соотношение, полученное экспериментально Пьером Кюри, выполняется только при высоких температурах или слабых магнитных полях. В обратном случае — то есть при низких температурах или при сильных полях — намагниченность не подчиняется этому закону.

## Вывод закона с использованием квантовой статистической механики

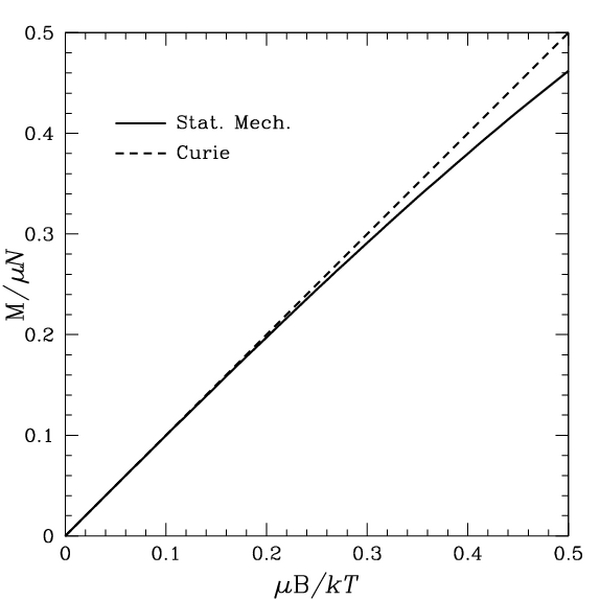
Магнитная восприимчивость парамагнетика как функция температуры.

Простые модели парамагнетиков основываются на предположении, что эти материалы состоят из частей или областей (парамагнетонов), которые не взаимодействуют друг с другом. Каждая область имеет собственный магнитный момент, который можно обозначить векторной величиной {\displaystyle {\vec {\mu }}}. Энергия момента магнитного поля может быть записана следующим образом:
{\displaystyle E=-{\vec {\mu }}\cdot {\vec {B}}.}

### Области с двумя состояниями (спин-1/2)
Для того, чтобы упростить вывод, предположим, что каждая из областей рассматриваемого парамагнетика имеет два состояния момента, направление которого может совпадать с направлением магнитного поля или быть направленным в противоположную сторону. В данном случае возможны только два значения магнитного момента {\displaystyle \mu }, {\displaystyle -\mu } и два значения энергии: {\displaystyle E_{0}=-\mu B} и {\displaystyle E_{1}=\mu B.} При поиске магнитной восприимчивости парамагнетика определяется вероятность для каждой области оказаться в состоянии, сонаправленном магнитному полю. Другими словами, определяется математическое ожидание намагниченности материала {\displaystyle \mu }:
{\displaystyle \left\langle \mu \right\rangle =\mu P\left(\mu \right)+(-\mu )P\left(-\mu \right)={1 \over Z}\left(\mu e^{\mu B\beta }-\mu e^{-\mu B\beta }\right)={2\mu  \over Z}\operatorname {sh} (\mu B\beta ),}
где вероятность системы описывается распределением Больцмана, статистическая сумма {\displaystyle Z} обеспечивает нормализацию вероятностей. Нормирующая функция для одной области может быть представлена следующим образом:
{\displaystyle Z=\sum _{n=0,1}e^{-E_{n}\beta }=e^{\mu B\beta }+e^{-\mu B\beta }=2\operatorname {ch} \left(\mu B\beta \right).}
Таким образом, в двухспиновой модели мы имеем:
{\displaystyle \left\langle \mu \right\rangle =\mu \operatorname {th} \left(\mu B\beta \right).}
Используя полученное выражение для одной области, получаем намагниченность всего материала:

{\displaystyle M=N\left\langle \mu \right\rangle =N\mu \operatorname {th} \left({\mu B \over kT}\right).}
Выведенная выше формула носит название уравнения Ланжевена для парамагнетиков. П. Кюри в ходе экспериментов обнаружил приближение к этому закону, которое выполнялось при высоких температурах и слабых магнитных полях. Предположим, что абсолютное значение температуры {\displaystyle T} велико, а {\displaystyle B} мало. В данном случае, иногда называемом режимом Кюри, величина аргумента гиперболического тангенса мала:
{\displaystyle \left({\mu B \over kT}\right)\ll 1.}
И так как известно, что в случае {\displaystyle |x|\ll 1} выполняется соотношение
{\displaystyle \operatorname {th} x\approx x,}
получаем результат:

{\displaystyle \mathbf {M} (T\rightarrow \infty )={N\mu ^{2} \over k}{\mathbf {B}  \over T},}
где константа Кюри равна {\displaystyle C=N\mu ^{2}/k.} Также следует отметить, что в противоположном случае низких температур и сильных полей {\displaystyle M} и {\displaystyle N\mu } имеют тенденцию принимать максимальные значения, что соответствует случаю, когда все области имеют магнитный момент, совпадающий по направлению с магнитным полем.

### Общий случай
В общем случае произвольного распределения направлений магнитных моментов формула становится несколько более сложной (см. англ. Brillouin function). Как только значение спина приближается к бесконечности, формула для магнитной восприимчивости принимает классический вид.

## Получение с помощью классической статистической механики
Альтернативный подход предполагает, что парамагнетоны представляют собой области со свободно вращающимися магнитными моментами. В данном случае их положение определяется углами в сферических координатах, а энергия одной области представляется в виде:
{\displaystyle E=-\mu B\cos \theta ,}
где {\displaystyle \theta } — угол между направлением магнитного момента и направлением магнитного поля, которое, предположим, направлено вдоль координаты {\displaystyle z}. Соответствующая функция для одной области будет иметь вид:
{\displaystyle Z=\int _{0}^{2\pi }d\phi \int _{0}^{\pi }d\theta \sin \theta \exp(\mu B\beta \cos \theta ).}
Как видно, в данном случае нет явной зависимости от угла {\displaystyle \phi }, и мы также можем осуществить замену переменной {\displaystyle y=\cos \theta }, что позволяет получить:
{\displaystyle Z=2\pi \int _{-1}^{1}dy\exp(\mu B\beta y)=2\pi {\exp(\mu B\beta )-\exp(-\mu B\beta ) \over \mu B\beta }={4\pi \sinh(\mu B\beta ) \over \mu B\beta .}}
Математическое ожидание компоненты {\displaystyle z} будет соответствовать степени намагниченности, а остальные две обратятся в нуль после интегрирования по {\displaystyle \phi }:
{\displaystyle \left\langle \mu _{z}\right\rangle ={1 \over Z}\int _{0}^{2\pi }d\phi \int _{0}^{\pi }d\theta \sin \theta \exp(\mu B\beta \cos \theta )\left[\mu \cos \theta \right].}
Для упрощения вычислений запишем выражение в дифференциальной форме по переменной {\displaystyle Z}:
{\displaystyle \left\langle \mu _{z}\right\rangle ={1 \over ZB}\partial _{\beta }Z,}
что даёт:
{\displaystyle \left\langle \mu _{z}\right\rangle =\mu L(\mu B\beta ),}
где {\displaystyle L} носит название функции Ланжевена (см. Ланжевен):
{\displaystyle L(x)=\coth x-{1 \over x}.}
Может показаться, что эта функция имеет сингулярность (разрыв) для маленьких значений {\displaystyle x}, но на самом деле разрыва нет, так как две сингулярные компоненты с противоположным знаком сохраняют непрерывность функции. На самом деле, её поведение при небольших значениях аргумента {\displaystyle L(x)\approx x/3}, что сохраняет действие закона Кюри, но со втрое ме́ньшим постоянным множителем-константой Кюри. В случае предела с больши́м значением аргумента применение этой функции также возможно.

## Применения
Сохранение закона Кюри для парамагнетиков в слабом магнитном поле позволяет использовать их в качестве магнитных термометров.